# Roschen-Halbinsel
Die Roschen-Halbinsel (bulgarisch Полуостров Рожен Poljostrow Roschen) ist eine 9 km lange und im Barnard Point auslaufende Halbinsel an der Südküste der Livingston-Insel im Archipel der Südlichen Shetlandinseln. Sie trennt die Brunow Bay, die Chavei Cove und die Bransfieldstraße im Südosten von der False Bay im Westen.
Kartierungen erfolgen 1968 durch britische, 1991 durch spanische und von 1995 bis 1996 durch bulgarische Wissenschaftler. Die bulgarische Kommission für Antarktische Geographische Namen benannte die Halbinsel 2002 nach dem Kloster Roschen in Bulgarien.